# 绍富尔 (上马恩省)
绍富尔（法語：Chauffourt，法語發音：[ʃofuʁ]）是法国上马恩省的一个市镇，位于该省东南部，属于朗格勒区。

## 地理
绍富尔（47°58'28"N, 5°25'56"E）面积9.63 平方千米，位于法国大東部大區上马恩省，该省份为法国东北部内陆省份，北起马恩省和默兹省，西接奥布省，西南接科多尔省，东南接上索恩省，东临孚日省。
与绍富尔接壤的市镇（或旧市镇、城区）包括：弗雷库尔、瓦勒德默兹、潘松莱诺让、萨雷、博讷库尔、当皮埃尔。

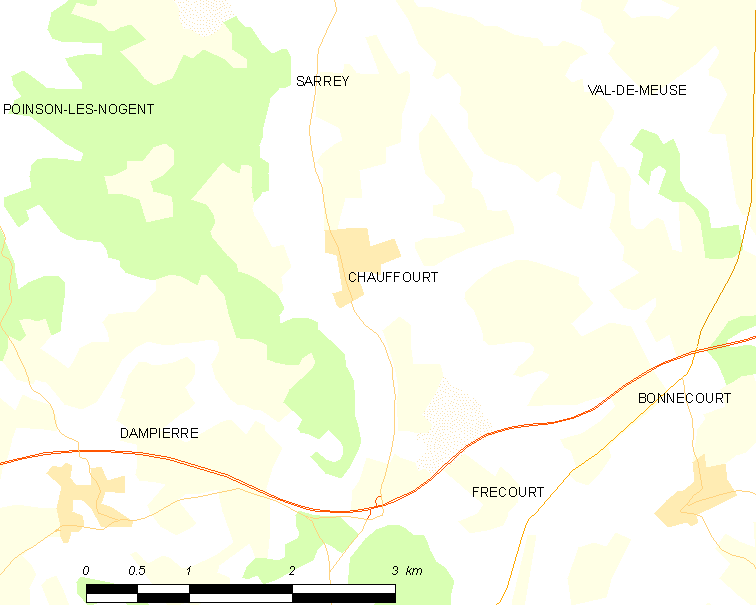
的OSM定位图

绍富尔的时区为UTC+01:00、UTC+02:00（夏令时）。

## 行政
绍富尔的邮政编码为52140，INSEE市镇编码为52120。

## 政治
绍富尔所属的省级选区为波旁莱班县。

## 人口

1962-2008年间人口变化图示

绍富尔于2022年1月1日时的人口数量为181人。